# Langø Kirke
Langø Kirke ligger på det vestlige Lolland og er opført i røde mursten fra 1900-1901. Indbyggerne i Langø havde før denne tid en lang og besværlig vej til kirken i Kappel og det blev den lokale sognepræst Hakon Viktor Graa opmærksom på. Han iværksatte en indsamling til et kapel i fiskerbyen og efterhånden dannedes en komité, som gik videre med planerne. I april 1900 blev kapellet godkendt af kirkeministeriet og i sensommeren påbegyndte man byggeriet. Efter den officielle bygningsindvielse af biskoppen 15. september "opgraderedes" kapellet til at være en egentlig kirke.

## Eksterne kilder og henvisninger
- Langø Kirke hos KortTilKirken.dk
- Langø Kirke i 100 år Arkiveret 8. august 2007 hos  Wayback Machine